# Марково (Старозагорська область)
Ма́рково (болг. Марково) — село в Старозагорській області Болгарії. Входить до складу общини Братя-Даскалові.

## Населення
За даними перепису населення 2011 року у селі проживали 46 осіб, з них 44 особи (95,7%) — болгари.
Розподіл населення за віком у 2011 році:
Динаміка населення: